# قرار مجلس الأمن التابع للأمم المتحدة رقم 581
قرار مجلس الأمن التابع للأمم المتحدة رقم 581، المعتمد في 13 شباط / فبراير 1986، بعد الاستماع إلى مذكرات من السودان ودول خط المواجهة وإعادة تأكيد القرارات 567 (1985)، 568 (1985)، 571 (1985)، 572 (1985) و 580 (1985)، أدان المجلس بشدة «جنوب أفريقيا العنصرية» لتهديداتها الأخيرة بارتكاب أعمال عدوانية ضد الدول المجاورة في الجنوب الأفريقي.
واستنكر المجلس أعمال العنف في المنطقة، وحذر جنوب أفريقيا من ارتكاب أي أعمال عدوانية أخرى، كما أدان مساعدة الدول الأعضاء الأخرى لجنوب أفريقيا والتي يمكن أن تستخدم لزعزعة استقرار البلدان الأخرى. كما دعت الدول الأخرى إلى الضغط على جنوب إفريقيا لحملها على الكف عن المزيد من مثل هذه الأعمال.
كما هو الحال مع القرارات السابقة الأخرى، طالب القرار جنوب إفريقيا بالقضاء على الفصل العنصري، بما في ذلك تفكيك البانتوستانات، وإزالة الحظر والقيود المفروضة على المظاهرات والمنظمات والأفراد ووسائل الإعلام المناهضة للفصل العنصري، والسماح بعودة المنفيين، وإنهاء العنف ضد وقمع السود وغيرهم من معارضي الفصل العنصري. كما دعا إلى الإفراج عن جميع السجناء السياسيين.
أخيرًا، أدان القرار جنوب إفريقيا لتجاهلها قرارات الأمم المتحدة بشأن هذا الموضوع، وأثنى على دول خط المواجهة لتوفيرها ملاذًا للاجئين، وطلب من الأمين العام مواصلة مراقبة الوضع.
تم تبني القرار بأغلبية 13 صوتاً مع امتناع عضوين عن التصويت من المملكة المتحدة والولايات المتحدة.